# Terpna tenuilinea
Terpna tenuilinea là một loài bướm đêm trong họ Geometridae.